# 张威烈士纪念亭
张威烈士纪念亭，位于中国广东省汕尾市陆丰市龙山中学内，为陆丰市的一个市级文物保护单位，类型为近现代重要史迹及代表性建筑，公布时间为1997年。
张威烈士纪念亭的历史年代为民国。